# The Mad Capsule Markets
The Mad Capsule Markets – japoński zespół muzyczny założony w 1990 roku. Zespół zdobył sławę dzięki swojemu eksperymentalnemu stylowi, łączącym punk rock z elementami gatunku digital hardcore. W 2006 roku członkowie zespołu ogłosili czasowe zawieszenie swojej działalności.